# Абдуллин, Эдуард Борисович
Эдуа́рд Бори́сович Абду́ллин (12 августа 1940, Уфа — 8 июня 2020, Москва) — советский и российский методолог, хормейстер, педагог. Доктор педагогических наук, профессор.

## Биография
Аспирант и докторант композитора и педагога Д. Б. Кабалевского в Московском педагогическом государственном университете (МПГУ) по специальности Музыкальное образование. С 1968 года — преподаватель МПГУ, заведующий кафедрой. С 1974 по 1983 год совместно с Д. Б. Кабалевским создал программу по музыке для школьников.
С 2004 года вице-президент Российской общенациональной секции Международного общества музыкального образования при Музыкальном совете ЮНЕСКО (РОСИСМЕ).
Действительный член (академик) Международной академии наук педагогического образования (МАНПО), член Президиума.

## Основные труды
- Методологический анализ проблем музыкальной педагогики в системе высшего образования. — М.: Прометей, 1990.
- Edward B. Abdullin. Music Education in the General School and the Preparation of Music Teachers in Russia. — Moscow, 1996.
- Теория музыкального образования (совместно с Е. В. Николаевой). — М.: Академия, 2004. ISBN 5-7695-1671-2
- Eduard Abdullin, Elena Nikolaeva. Music Pedagogical Education in Russia between 20th and 21st Centuries. — Moscow, 2005.
- Методика музыкального образования (совместно с Е. В. Николаевой). — М.: Музыка, 2006. ISBN 5-7140-0648-8
- Методология педагогики музыкального образования. Научная школа Э. Б. Абдуллина. (Ред.) — М., 2008. ISBN 5-7695-3659-4
- Методология педагогики музыкального образования. Изд. 3-е, испр. и доп. — М., 2010.